# Cryptoprymna brama
Cryptoprymna brama är en stekelart som först beskrevs av Victor Ivanovitsch Motschulsky 1863.  Cryptoprymna brama ingår i släktet Cryptoprymna och familjen puppglanssteklar. Inga underarter finns listade i Catalogue of Life.